# Thysanopyga pygaria
Thysanopyga pygaria là một loài bướm đêm trong họ Geometridae.